# Жана Овернска
Жана I Овернска (на френски: Jeanne I. d’Auvergne; * 8 май 1326; † 29 септември 1360) е графиня на Оверн и Булон от 1332 г. и кралица на Франция, като втора съпруга на крал Жан ІІ Добрия.

## Произход и брак с Филип Бургундски
Дъщеря е на Гийом XII д’Оверн и Маргарита д’Еврьо. Жана I наследява баща си през 1332 година.
На 26 септември 1338 година се омъжва за Филип Бургундски – син на херцога Одо ІV. Филип приема титулите граф на Оверн и Булон. Раждат им се три деца:
- Жана (1344 – 1360)
- Маргарита (умира млада)
- Филип I Руврски (1346 – 1361), херцог на Бургундия.

През 1346 година Филип загива в резултат на нещастен случай при обсадата на Егильон. След смъртта на свекъра си през 1350 година Жана става регент на Бургундия, защото титулярен херцог е 4-годишния ѝ син.

## Кралица на Франция
На 19 февруари 1350 година Жана се омъжва за Жан Валоа, наследник на френския престол, който в същата година става крал. Техните три деца умират в детска възраст.
На 19 септември 1356 година в битката при Поатие, крал Жан II попада в плен при англичаните, от който те го освобождават едва през 1360 година по условията на мира в Бретини. Жана умира през септември същата 1360 година. Булон и Оверн наследява нейният син Филип Бургундски. Той обаче скоро става жертва на чума. Неговите владения наследява Робер VII – чичо на Жана I.
- Коронация на Жан и Жана
- Жана I
- Жана I д’Оверн на Миниатюра от Големите френски хроники